# Primno brevidens
Primno brevidens är en kräftdjursart som beskrevs av Bowman 1978. Primno brevidens ingår i släktet Primno och familjen Phrosinidae. Inga underarter finns listade i Catalogue of Life.